# City Slickers
City Slickers (conocida en España como Cowboys de ciudad, en Latinoamérica como Amigos... siempre amigos y en México como Perdidos en el oeste) es una película estadounidense del año 1991 dirigida por Ron Underwood y protagonizada por Billy Crystal, Bruno Kirby y Daniel Stern. Cuenta la historia de tres amigos de Manhattan en plena crisis de la mediana edad que viajan a Nuevo México para participar en una experiencia como vaqueros conduciendo ganado.
En 1994 fue lanzada la secuela City Slickers II: The Legend of Curly's Gold (conocida en España como El tesoro de Curly y en Latinoamérica como En busca del oro perdido), dirigida por Paul Weiland y protagonizada por Billy Crystal, Daniel Stern y Jon Lovitz.

## Argumento
Mitch Robbins (Billy Crystal) es un neoyorquino con problemas de depresión que junto a sus amigos Ed Furillo (Bruno Kirby) y Phil Berquist (Daniel Stern), que atraviesan conflictos similares, decide participar de una experiencia al estilo Lejano Oeste: conducir ganado desde Nuevo México a Colorado. Pero sus vacaciones como vaqueros con un grupo de otros citadinos se complican cuando pierden el control de la manada de ganado que deben conducir por la pradera. Curly (Jack Palance), un auténtico y solitario cowboy que encuentran en su aventura, les dará varios consejos sobre la vida rural y algunas lecciones sobre la vida misma.

## Reparto y personajes
- Billy Crystal - Mitch Robbins
- Daniel Stern - Phil Berquist
- Bruno Kirby - Ed Furillo
- Jack Palance - Curly
- Patricia Wettig - Barbara Robbins
- Helen Slater - Bonnie Rayburn
- Noble Willingham - Clay Stone
- Tracey Walter - Cookie
- Josh Mostel - Barry Shalowitz
- David Paymer - Ira Shalowitz
- Bill Henderson - Ben Jessup
- Jeffrey Tambor - Lou
- Phill Lewis - Steve Jessup
- Kyle Secor - Jeff

## Críticas
Rotten Tomatoes indicó que el 90% de los críticos dieron reseñas positivas, basado en 31 críticas. En IMDb tiene 6,7/10 estrellas sobre la base de 42.374 votos. Según Metacritic, la película recibió una puntuación de 70/100, con 19 reseñas positivas, 6 intermedias y 0 negativas. Roger Ebert la calificó con 4,5/5 estrellas y afirmó: "Me sorprendió al ser más ambiciosa, y exitosa, de lo que esperaba", al calificarla como una "comedia proverbial con el corazón de la verdad, la lágrima junto con la risa. Es graciosa, y añade algo".

## Premios y nominaciones

### Óscar de 1992
| Categoría              | Receptor     | Resultado |
| ---------------------- | ------------ | --------- |
| Mejor actor de reparto | Jack Palance | Ganador   |

### Globo de Oro de 1992
| Categoría                          | Receptor      | Resultado |
| ---------------------------------- | ------------- | --------- |
| Mejor actor de reparto             | Jack Palance  | Ganador   |
| Mejor película - Comedia o musical | Ron Underwood | Nominado  |
| Mejor actor - Comedia o musical    | Billy Crystal | Nominado  |

### Premios 20/20
| Categoría              | Receptor     | Resultado |
| ---------------------- | ------------ | --------- |
| Mejor actor de reparto | Jack Palance | Nominado  |

### Premios American Comedy
| Categoría                       | Receptor      | Resultado |
| ------------------------------- | ------------- | --------- |
| Actor protagónico más divertido | Billy Crystal | Ganador   |
| Actor de reparto más divertido  | Jack Palance  | Ganador   |
| Actor de reparto más divertido  | Bruno Kirby   | Nominado  |
| Actor de reparto más divertido  | Daniel Stern  | Nominado  |

### PremiosAsociación de Críticos de Cine de Chicago
| Categoría              | Receptor     | Resultado |
| ---------------------- | ------------ | --------- |
| Mejor actor de reparto | Jack Palance | Nominado  |

### Premios Génesis
| Categoría               | Receptor      | Resultado |
| ----------------------- | ------------- | --------- |
| Largometraje de comedia | Ron Underwood | Ganador   |

### MTV Movie Awards 1992
| Categoría              | Receptor      | Resultado |
| ---------------------- | ------------- | --------- |
| Mejor actuación cómica | Billy Crystal | Ganador   |

### Premios People's Choice
| Categoría                | Receptor      | Resultado |
| ------------------------ | ------------- | --------- |
| Película cómica favorita | Ron Underwood | Ganador   |